# Goniocraspidum ennomoides
Goniocraspidum ennomoides är en fjärilsart som beskrevs av George Francis Hampson 1894. Goniocraspidum ennomoides ingår i släktet Goniocraspidum och familjen nattflyn. Inga underarter finns listade i Catalogue of Life.